# Ziyad al-Nakhalah
Ziyad al-Nakhalah (en árabe: زياد النخالة‎; Jan Yunis, 6 de abril de 1953) es un militante palestino, líder de la Yihad Islámica Palestina (YIP) desde el 28 de septiembre de 2018.
Al-Nakhalah se conoce que vive entre Líbano y Siria, y se mantiene como el líder del grupo islamista con base en Gaza, Yihad Islámica Palestina (YIP).

## Biografía
Ziyad al-Nakhalah nació el 6 de abril de 1953 en Jan Yunis (Franja de Gaza), en ese entonces bajo ocupación egipcia. Su padre murió en 1956 durante la Crisis de Suez. Al-Nakhalah se formó como profesor en la ciudad de Gaza.
En 1971, al-Nakhalah fue sentenciado a cadena perpetua en Israel debido a sus actividades como militante en el Frente por la Liberación Árabe. Fue uno de los 1150 prisioneros liberados por Israel el 21 de mayo de 1985 en el intercambio de prisioneros bajo el Acuerdo de Jibril.
Después de su liberación de una cárcel israelí, el entonces secretario general de YIP Fathi Shikaki encargó a al-Nakhalah el establecimiento en la Franja de Gaza del ala militar del grupo, las Brigadas Al-Quds. Al-Nakhalah fue detenido de nuevo por Israel en abril de 1988 por su papel en la primera Intifada, y fue al exilio en Líbano en agosto de 1988 con otros líderes de YIP. Al-Nakhalah se convirtió en vicesecretario general de YIP en 1995. 
El 23 de enero de 2014, al-Nakhalah fue designado Terrorista Especialmente Designado, resultando en la congelación de sus propiedades e intereses en los Estados Unidos. Los EE. UU. también ofrecieron una recompensa de cinco millones de dólares por información que llevase a su captura.
Al-Nakhalah fue elegido secretario general de YIP el 28 de septiembre de 2018, sucediendo a Ramadan Shallah, que sufrió una series de ataques cardíacos en abril de 2018.